# Kamenec u Poličky
Kamenec u Poličky település Csehországban, a Svitavyi járásban. Kamenec u Poličky Oldřiš, Polička, Korouhev, Široký Důl és Sádek településekkel határos. Lakosainak száma 636 fő (2024. január 1.).

## Népesség
A település lakosságának változását az alábbi diagram mutatja:
| Lakosok száma | 729  | 703  | 707  | 555  | 504  | 504  | 541  | 546  | 558  | 636  |
|               | 1869 | 1890 | 1921 | 1950 | 1980 | 2001 | 2017 | 2019 | 2022 | 2024 |